# 久保一色村
久保一色村（くぼいしきむら）は、愛知県東春日井郡にかつてあった村である。現在の小牧市の北部（久保一色など）に該当する。
1906年（明治39年）7月16日に、岩崎村と共に味岡村に吸収合併されて廃止となった。

## 地勢
合瀬川中流域に位置し、地内を新木津用水が流れる。他、薬師川、後川、佐久間川が流れる。

## 歴史

### 中世
戦国期の1584年(天正12年)の小牧・長久手の戦いで楽田を本陣とする羽柴秀吉が陣営をめぐらした地域の1つに尾張国春日部郡(春日井郡)久保一色村があった。

### 近世
江戸期は尾張藩領で、小牧代官所支配下にあった。

### 近代
1880年(明治13年)以降、東春日井郡に所属。
1889年(明治22年)、町村制施行。大字は編成しなかった。1891年(明治24年)時点での戸数251、男556・女525であった。
1906年(明治39年)、合併により味岡村大字久保一色となる。
1931年(昭和6年)名岐鉄道大曽根線(現在の名鉄小牧線)が開通して久保一色駅(現田県神社前駅)が置かれ、当地でもガソリンカーの運行が始まった(1947年に電化)。その後、現在の愛知県道102号名古屋犬山線(かつての上街道 (木曽街道)で、旧国道41号線)の改良が進み、東部丘陵地に田県西・田県東・久保山などの団地が戦後造成されて人口が急増した。
1955年(昭和30年)、味岡村など3町村の合併により、小牧市の大字となる。
1979年(昭和54年)に一部が田県町・久保本町・久保新町、1986年(昭和61年)に一部が久保一色東1〜2丁目・葭原、1987年(昭和62年)に一部が久保一色南1〜2丁目、2018年(平成30年)に一部が久保となる。

## 村高・役所・その他
村高は、「寛文郷帳」1,154石余、「天保郷帳」1,191石余、「旧高旧領」1,482石余。「寛文覚書」によれば、概高1,343石余、田76町余・畑14町余、ほかに概高6石余の新田2ヶ所、見取新田畑2反余、家数79・人数538、馬36、村内の入鹿井筋・木津井筋の堤は1,315間。善師野街道(上街道 (木曽街道))920間に道路修理人足を出す。また善師野宿の助郷村。なお「寛文覚書」には、久保一色入鹿新田が当村の中に書き上げられ、高95石余、田9町余・畑2町余、家数7・人数34、馬4とある。「徇行記」によれば、給知1,268石余で岩間紋兵衛ら給人18、蔵入地81石余、久保一色入鹿新田は入鹿郷新田となっているほか、享保11年縄入の新田高11石余・田畑1町余、文化3年縄入の新田高25石余・田畑3町余があり、家数148・人数641、馬17。村内に水役所があり、新木津用水・古木津用水・入鹿用水の管理をしていた。

## 寺社
神社は、熊野権現・白山・神明・県（徇行記では廃社かとある）。しかし、県社（田県神社）は県の宮とも称し、今では奇祭の神社として知られる。
寺院は、臨済宗真福寺・曹洞宗久保寺、ほかに庚申堂・地蔵堂があった。

## 参考ページ
- 株式会社葵エンジニアリング